# Crepidula grandis
Crepidula grandis är en snäckart som beskrevs av Middendorff 1849. Crepidula grandis ingår i släktet Crepidula och familjen toffelsnäckor. Inga underarter finns listade i Catalogue of Life.